# Rubén Campos (diseñador)
Rubén Campos Heijboer (Gorbea, 13 de agosto de 1954) es un diseñador de moda chileno. 

## Biografía

### Primeros años y estudios
Nacido en Gorbea, Región de La Araucanía, es hijo de Enriqueta Heijboer, una costurera de ascendencia neerlandesa.
Realizó sus estudios primarios y secundarios en Temuco, donde sufrió acoso escolar homofóbico debido a su conducta afeminada. Posteriormente, se mudó a Santiago para continuar con sus estudios superiores en Arte en la Universidad de Chile. Una vez concluidos dichos estudios, emigró a Madrid (España) para realizar perfeccionamientos de sus estudios autodidactas en patronaje de modas, aprendizaje obtenido al observar el trabajo de su madre.

### Carrera profesional
Terminados sus estudios en vestuario en Europa, regresó a Chile para desenvolverse laboralmente. En sus primeros años como diseñador, Campos abrió en 1983 una tienda y taller en calle General Holley, en la comuna de Providencia de la capital chilena, la cual era considerada como una de las «calles de la moda» de Chile en aquel entonces.El local, emplazado en pleno barrio Suecia, fue diseñado y reacondicionado por el arquitecto chileno, Axel Grossman.Para la presentación de su primera colección en Santiago, traída completamente desde Temuco, Campos contó con algunos apoyos importantes del medio de la moda local, como el maquillador Gonzalo Cáceres, además de la revista Cosas, medio especializado en el tema.
Dentro de sus primeras creaciones, destaca el vestido de color blanco usado por Cecilia Bolocco en la noche final de Miss Universo 1987, celebrado en Singapur, con el cual fue coronada como la ganadora del certamen.Luego abrió su segundo atelier en Avenida Presidente Errázuriz, en la comuna de Las Condes. 
Las confecciones realizadas por Campos han sido parte de la escena de la alta costura chilena, estando presentes en las pasarelas de eventos de la moda de esta categoría.También han destacado una variedad de celebridades que han usado sus diseños para las galas del Festival Internacional de la Canción de Viña del Mar, como la modelo Kika Silva y la animadora del certamen en 2013, Eva Gómez. Para la versión de 2017 fue uno de los comentaristas oficiales de la gala del festival. Para la LX versión del certamen celebrada en 2019, la animadora del festival, María Luisa Godoy, usó un vestido de su colección durante la tercera noche del evento.
En televisión, en 2015 fue panelista fijo de la segunda temporada del programa Maldita moda de Chilevisión.

## Premios y reconocimientos
En 2001, Rubén Campos fue galardonado con el Miami Fashion Award, premio entregado por la revista Vogue durante la Semana de la Moda de Miami, en la categoría de mejor diseñador latinoamericano.También cuenta con una estatua en el Museo de Cera de Las Condes.

## Vida personal
Rubén Campos es abiertamente gay. En 1987, salió del armario al hablar por primera vez públicamente sobre su homosexualidad en la prensa chilena, durante una entrevista realizada por Raquel Correa y María Eugenia Oyarzún.